# Ветропарк Крново
Ветропарк Крново налази се на планинској висоравни Крново, североисточно од Никшића. Изградња ветропарка започела је 2015. године, а са пробрним радом започео је у мају 2017. Дозволу за рад Министарство одрживог развоја и туризма Црне Горе издало је крајем августа месеца исте године. Изградња 26 турбина коштала је 120 милиона евра.
Црна Гора је и учесник прекограничног IPA Adriatic пројекта Powered. Циљ пројекта је истраживање потенцијала ветра на Јадранском мору. Реализован је постављањем мреже анемометара дуж обале Јадранског мора, на који начин су добијене најповољније локације за постављање ветрогенератора.
Ветропарк Крново је 2019. године био ветропарк на највећој надморској висини у Европи. Представља први велики производни објекат у области електроенергетике од изградње пљеваљске Термоелектране 1982. године.
На земљишту око ветропарка организована је и роизводња кромпира. Висораван Крново је одавно позната по квалитетном узгоју овог поврћа.

## Висораван Крново
Крново је травната висораван у централном делу Црне Горе. Окружена је огранцима планине Војник, која се степеничасто спушта према Никшићком пољу. Захвата територије три општине: Никшић, Шавник и Плужине. Налази се 6,5 км јужно од Шавника, око 20 км североисточно од Никшића и око 50 км северно од главног града Подгорице. Заједно са висоравни Коњско и Лукавицом чини област која је међу планинарима и љубитељима природе позната као „црногорски Тибет”. Просечна надморска висина ове висоравни је око 1.500 м. Надалеко је чувена по бројним катунима и стадима оваца која су ту некада пасла. Још је чувенија по јаким ветровима који преко ње дувају и зимским мећавама. Налази се на 15 км од скретнице на Јасеновом пољу, у правцу ски-центра Вучје, на магистралном путу Никшић-Шавник.
Крново је слабо насељена област, углавном се састоји од пољопривредног земљишта које се култивише од пролећа до јесени, а такође се у последње време повећао и број сточара, због еколошких услова које пружају планински пашњаци.
Оштре зиме целом овом подручју доноси планина Војник, која доминира целим северним делом Никшићког поља. Посебно су чести снежни наноси на висоравни Крново. Преко Крнова пролази стари пут Никшић-Шавник, који је током зиме најчешће завејан и непроходан, по чему је овај планински крај некада и био најпознатији. До изградње новог пута преко планине Војник Шавник је сваке зиме, због снежних сметова, бивао данима одсечен од света.
На Крнову се 26. августа 1944. године десио сукоб партизанских и четничких снага, у коме је изгинуо велики број бораца са обе стране. Том приликом Седма омладинска партизанска бригада разбила је Гвоздени пук Павла Ђуришића, чија је замисао била да сабрану интелектуалну омладину припреми за официрска звања, како би касније постали окосница Равногорског покрета. Касније су бујице, према причама локалног становништва, избациле из земље кости страдалих, које су чобани сакупљали и оне су сахрањиване на једном узвишењу. То узвишење названо је Лобања главица.

### Ветрови на Крнову
Детаљниом анализом, која је обухватала потенцијална ограничења као што су рељеф локалитета, његова приступачност, путна мрежа, близина заштићених предела, железничких пруга, електричне мреже и насељених места. На основу ове анализе дошло се до закључка да Црна Гора располаже значајним потенцијалом за коришћење енергије ветра на појединим локалитетима. На већем делу територије брзина ветра је мања од 5 м/с, што је карактеристично за територију средње Европе. Ипак, брзина се повећава идући ка приморју, где достиже вредности од 7-8 м/с. Поред приморја, интересантна је и област око Никшића, где брзина ветра достиже вредности од 5,5-6,5 м/с. Оба подручја су, због развијене мреже далековода и путева, препозната као потенцијални локалитети погодни за изградњу ветропаркова. Најветровитији су планински врхови, где стварни енергетски потенцијал ветра износи преко 400 W/м2. Међутим, по свим другим карактерситикама, ови локалитети нису погодни за искориштавање. Од свих националних паркова, једино Национални парк Ловћен може да буде погодан за коришћење енергије ветра због развијене инфраструктуре и велике брзине ветра.
Струјање или циркулација ваздуха је општи назив за кретање ваздушних маса у атмосфери. Хоризонтално кретање ваздушних маса назива се ветар. Диференцирано загревање на појединим деловима површине земље условљава неједнаки ваздушни притисак, што је узрок кретања ваздушних маса. У околини Никшића доминантни су ветрови који дувају са севера и југа, који дувају највећом брзином. Нешто су слабији ветрови из правца северо-истока и југо-истока. Из осталих праваца ветрови су доста слабији.
Резултати мерења брзине ветра (м/с) за период од 9. септембра 2008. до 9. септембра 2009. године, на локацијама на Крнову:
| Локација | септ. | окт. | нов. | дец. | јан. | феб. | март | апр. | мај  | јуни | јули | авг. | сеп. | год. просек |
| -------- | ----- | ---- | ---- | ---- | ---- | ---- | ---- | ---- | ---- | ---- | ---- | ---- | ---- | ----------- |
| Гвозд    | 6.22  | 5.29 | 5.58 | 8.11 | 6.66 | 9.09 | 8.66 | 5.01 | 5.61 | 5.24 | 5.34 | 6.07 | 7.74 | 6.24        |
| Буковик  | 6.01  | 4.77 | 5.22 | 6.93 | 5.12 | 8.46 | 7.53 | 4.44 | 4.99 | 4.18 | 4.33 | 5.15 | 7.52 | 6.47        |
| Коњско   | 4.29  | 3.96 | 4.51 | 6.89 | 4.68 | 6.75 | 6.55 | 3.89 | 4.48 | -    | -    | -    | -    | 5.66        |

## Ветропарк Крново
Ветроелектрана на Крнову је први ветропарк у Црној Гори, укупне инсталисане снаге 72 мегавата и годишњом производњом око 220 гигават-сати. Ова производња је, према ранијој процени, довољна за снабдевање око 50 хиљада домаћинстава. Изградња је започета у мају 2015. године, а радови су завршени у октобру 2016. Изградња је финансирана кредитима Европске банке за обнову и развој, Немачке развојне банке, IPEXBank и француске развојне финансијске институције Proparko. Са пробрним радом електрана је започела у мају 2017, а Министарство одрживог развоја и туризма Црне Горе дозволу за рад издало је крајем августа месеца исте године.
Планираним пројектом изграђено је 26 ветрогенератора, два надземна далековода на локацијама Крново-Брезна и Брезна-Кличево, две нове трафостанице, „Крново” и „Брезна” и зграде за управљање ветроелектраном. Ветроелектрана је постављена на надморској висини од око 1500 м, док се ветрогенератори налазе на релативној висини од 85 м. У близини локације ветроелектране постоје куће и други објектикоји се користе, као што су катуни. Најближе село је Грозд, 2,3 км удаљен од електране, док је најближи град Шавник. Далековод прелази преко неколико села. Шест кућа је удаљено до 200 м од коридора, а најближа је удаљена само 88 м. Минимална дозвољена удаљеност од коридора далековода је 60 м.

## Историја ветроелектрана у Црној Гори
Прва ветроелектрана у Црној Гори постављена на Илином брду, 40 километара удаљеном од Никшића. Била је поклон Владе Холандије, вредан 850.000 евра. Постављна је, што је дочекано као велики догађај. Требало је да производи 150 милиона киловат-сати електричне енергије годишње, што би било довољно за потребе села у подручју Месне заједнице Вилуси у Општини Никшић. Само четири месеца касније, 25. фебруара 2005, у великом невремену ветрењачу је погодио гром. Једна од три елисе, тешка 7,5 тона, одлетела је у ваздух, а њени делови и стотину метара наоколо. Касније су завршили у пећима никшићке железаре.
Ветропарк Крново почео је са радом 2017. године, а Ветропарк Можура 2019. Ове две ветроелектране произвеле су 12% енергије потрошене у Црној Гори у периоду оф 24. маја до 2. јуна. Ветропарк Крново значајно је допринео остварењу енергетских циљева Црне Горе до 2020. године, који обавезују да 33% укупне потрошње буде из обновљивих извора енергије.
Влада Црне Горе најавила је 2015. године почетак изградње још ветропаркова. Стручњаци процењују да су за изградњу ветропаркова на Крнову атрактивне три локације и то на Гвозду, Буковику и Коњском, где током свих 12 месеци ветра има толико да може својом енергијом производити довољне количине струје. Својевремено је на позив Одсека за енергетску ефикасност и обновљиве изворе енергије Министарства економије Црне Горе за изградњу ветроелектрана стигло 15 дописа заинтересованих фирми из Србије, Данске, Италије, Хрватске, Норвешке, Русије, Немачке, Румуније, Грчке и Сједињене Америчке Државе.

## Туризам
Због близине Националног парка Дурмитор и због своје дивље лепоте, Крново постаје све пожељнија туристичка дестинација гостију из околних земаља. Груба и немилосрдна висораван због сурове климе, јаких мећава и ветрова привлачи људе авантуристичког духа. Посебну посластицу за љубитеље адренаина представљају вожња моторима, летење параглајдером или планинарење несавладивим и непрелазним превојима. У туристичку понуду Црне Горе уврштен је и Ветропарк Крново. Са магистралног пута Никшић-Шавник до парка се долази асфалтираним путем, а скретање, као и свака турбина, обележени су инфо-таблама са основним информацијама.

### Едукација
Ветар представља неисцрпан еколошки извор енергије и значајан ресурс у производњи електричне енергије, чији глобални потенцијал вишеструко превазилази потребе. Спада у обновљиве и неограничене изворе енергије и не загађује животну средину. При томе ствара 200 пута више енергије него што је данас свету потребно. У оквиру наставе у области екологије и заштите животне средине за црногорске ученике се на Крнову организују еко-кампови, у оквиру којих млади обилазе ветропарк и термоелектрану „Пљевља”, са друге стране планине и Националног парка Дурмитор.

### Параглајдинг
Често присуств ветра погодно је за падинско једрење параглајдером. Крново је познато по могућности за полетање по свим правцима ветра, као и без ветра, а простране ливаде које покривају комплетан видокруг омогућавају пилотима слетање по сопственом избору. Ово полетиште идеално је за почетнике, а целом дужином до полетишта води асфалтни пут, погодан за све врсте возила. Ово полетиште је место на коме је већина црногорских пилота направила своје прве летове.